# Per Moberg
Per Moberg (* 22. Mai 1967 in Örebro) ist ein ehemaliger schwedischer Radrennfahrer und nationaler Meister im Radsport.

## Sportliche Laufbahn
Moberg wurde 1984 zweifacher nationaler Meister bei den Junioren, er gewann das Straßeneinzelrennen und das Mannschaftszeitfahren. Mit Stefan Brykt und Peter Lennart Jonsson holte er 1987 den Titel im Mannschaftszeitfahren bei den Amateuren. 1988 gewann er den nationalen Titel erneut. Dazu kam der Titel im Mannschaftszeitfahren der Meisterschaften der Nordischen Länder. In der Österreich-Rundfahrt war er auf einem Tagesabschnitt erfolgreich. Beim Sieg von Anders Jarl im Meisterschaftsrennen auf der Straße wurde er Dritter, ebenso wie in der Schweden-Rundfahrt. 1988 und 1991 siegte er erneut im Mannschaftszeitfahren der Meisterschaften der Nordischen Länder. 1990 wurde er Meister im Mannschaftszeitfahren.